# Vërmica (Prizren)
Vërmica (albanisch auch Vërmicë, serbisch Врбница Vrbnica) ist eine Ortschaft im Kosovo. Sie liegt im äußersten Südwesten der Republik direkt an der Grenze zu Albanien und ist Teil der Gemeinde Prizren.

## Geographie
Vërmica liegt im Tal des Weißen Drin, der sich hier zwischen den beiden Bergen Koritnik im Süden und Pashtrik im Norden einen Durchbruch geschaffen hat. Der bei Vërmica rund einen Kilometer breite Fluss geht hier in den Fierza-Stausee über. Die Ortschaft befindet sich am südlichen Drinufer am Fuße des Koritnik.
Nächstgelegene Ortschaften sind im Nordosten Shkoza (Kosovo) und Morina (Albanien) im Südwesten. Die Großstadt Prizren ist rund zwölf Kilometer entfernt.
Vërmica liegt an der Autostrada R 7, der Autobahn von der albanischen Grenze nach Pristina, und der Nationalstraße M25. Jenseits der Grenze finden diese als Autostrada A1 ihre Fortsetzung. Der Grenzübergang Vërmica/Morina ist der wichtigste zwischen den beiden Ländern.

### Klima
In Vërmica herrscht gemäßigtes kontinentales Klima mit einer Jahresdurchschnittstemperatur von 12,2 °C und einer Jahresniederschlagssumme von über 900 mm vor. Im Juli liegt die Durchschnittstemperatur bei 22,3 °C, im Januar bei 0,8 °C.
|                        | Jan  | Feb | Mär  | Apr  | Mai  | Jun  | Jul  | Aug  | Sep  | Okt  | Nov  | Dez  |   |      |
| Mittl. Temperatur (°C) | 0,8  | 3,5 | 7,4  | 11,9 | 16,7 | 20,4 | 22,3 | 22,3 | 18,5 | 12,8 | 7,1  | 2,6  | ⌀ | 12,2 |
| Mittl. Tagesmax. (°C)  | 3,9  | 7,1 | 12,1 | 17,1 | 22,5 | 26,3 | 28,6 | 28,8 | 24,7 | 17,8 | 10,6 | 5,6  | ⌀ | 17,1 |
| Mittl. Tagesmin. (°C)  | −2,3 | 0   | 2,8  | 6,8  | 10,9 | 14,5 | 16,1 | 15,8 | 12,3 | 7,9  | 10,6 | −0,3 | ⌀ | 8    |
|                        |      |     |      |      |      |      |      |      |      |      |      |      |   |      |
| Niederschlag (mm)      | 86   | 76  | 74   | 76   | 80   | 53   | 48   | 47   | 70   | 88   | 111  | 102  | Σ | 911  |

| −2,3 |

| 0 |

| 2,8 |

| 6,8 |

| 10,9 |

| 14,5 |

| 16,1 |

| 15,8 |

| 12,3 |

| 7,9 |

| 10,6 |

| −0,3 |

| −2,3 |

| 0 |

| 2,8 |

| 6,8 |

| 10,9 |

| 14,5 |

| 16,1 |

| 15,8 |

| 12,3 |

| 7,9 |

| 10,6 |

| −0,3 |

## Geschichte
Nach der Eroberung Kosovos durch das Königreich Serbien während des Ersten Balkankrieges 1912 richtete die serbische Regierung eine Militärverwaltung vor Ort ein. Dabei wurde eine eigene Gemeinde Vrbnica geschaffen, welche zudem die Dörfer Shkoza und Dobrushta umfasste. Die Gemeinde gehörte zum Srez Šar des übergeordneten Okrug Prizren. Diese Verwaltungsgliederung bestand bis zum 6. Januar 1929, als das Gebiet Teil der neu geschaffenen Vardarska banovina innerhalb des Königreich Jugoslawiens wurde.

## Bevölkerung

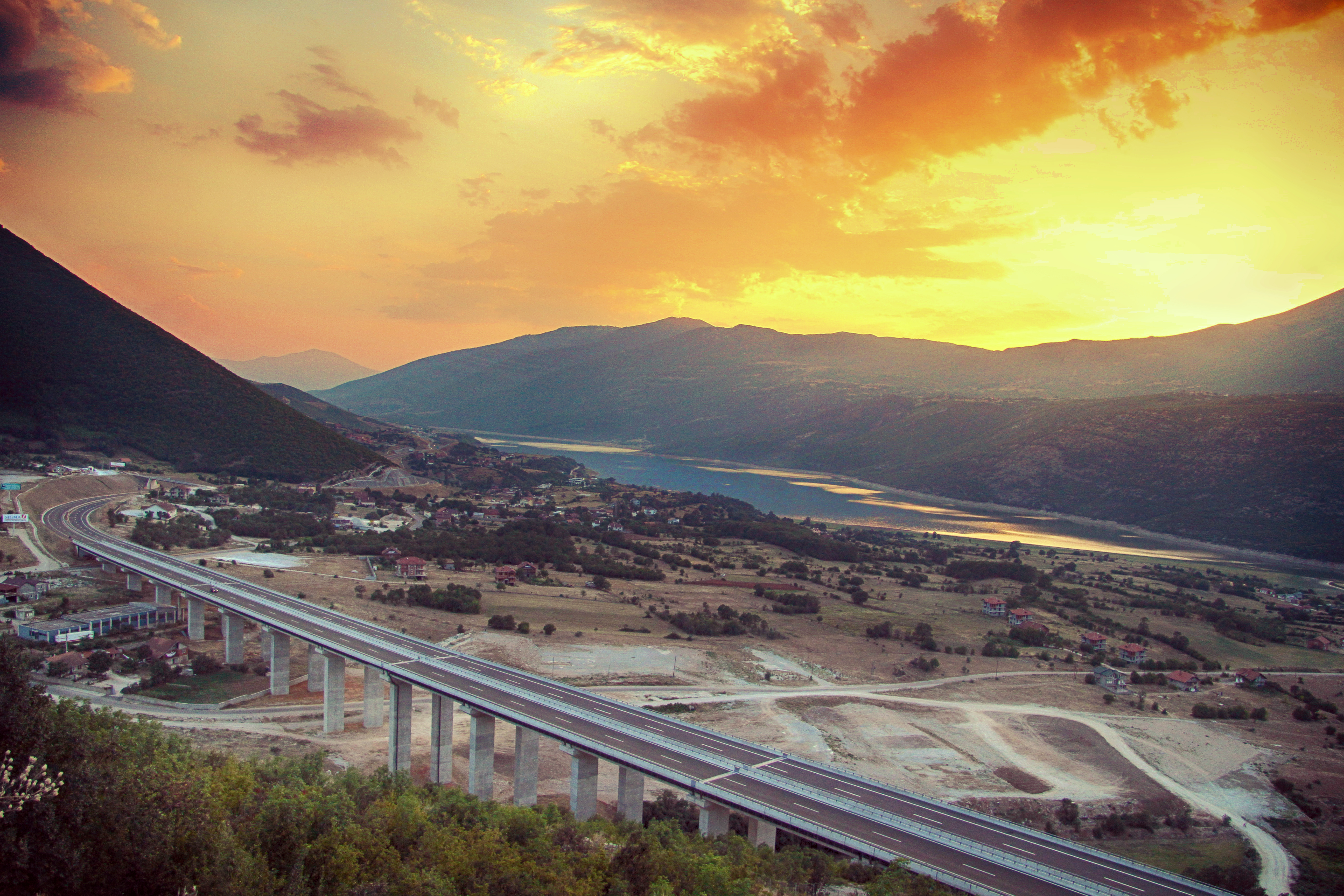
Die Autostrada R 7 bei Sonnenuntergang über dem Fierza-Stausee

Die Volkszählung aus dem Jahr 2011 ergab, dass in Vërmica 661 Menschen wohnen. Von ihnen waren 658 (99,55 %) Albaner. Ebenfalls 658 deklarierten sich als Muslime. Von den restlichen drei Personen ist keine Antwort bezüglich ihrer ethnischen oder religiösen Zugehörigkeit vorhanden.
| Zensus    | 1919 | 1948 | 1953 | 1961 | 1971 | 1981 | 1991 | 2011 |
| --------- | ---- | ---- | ---- | ---- | ---- | ---- | ---- | ---- |
| Einwohner | 350  | 678  | 709  | 832  | 1168 | 1352 | 1488 | 661  |

Bei einer 1919 durchgeführten Volkszählung wurden im Dorf Vërmica 68 Häuser mit 350 – allesamt albanischen – Einwohnern erfasst.

## Wirtschaft

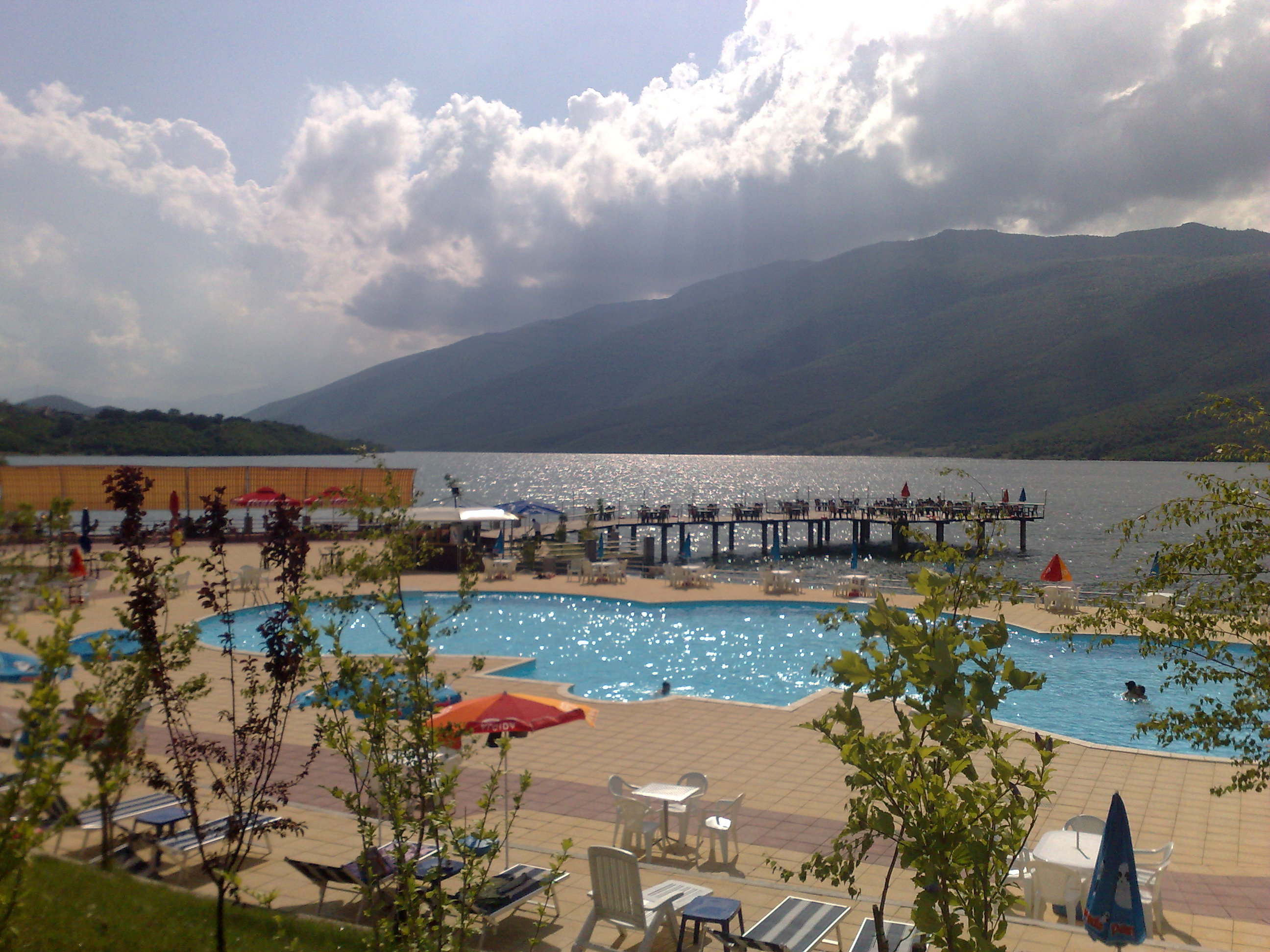
Das Schwimmbad Univers am Ufer des Fierza-Sees

Vërmica ist durch die neugebaute Autobahn Durchgangsstation und Raststätte für Reisende geworden. Mit den Bergen rundherum und dem Fierza-See hat der Ort Potential als touristisches Ziel. Mittlerweile werden unter anderem Bootstouren angeboten und mehrere Restaurants wurden am Seeufer erbaut. Vertreter Vërmicas forderten 2015, dass das Drintal beziehungsweise der Fierza-See hier zu einem geschützten Gebiet erklärt werden, entweder als Nationalpark oder als „touristische Zone“.